# Prudencio Sañudo
Prudencio Sañudo Fernández y Pelilla (Santander, 25 de octubre de 1835-Londres, 20 de diciembre de 1881) fue un político y periodista español, diputado a Cortes durante el Sexenio Democrático.

## Biografía
Natural de Santander, colaboró en La Discusión de Madrid y fundó el Santander El Diario de Santander y la Gaceta del Comercio (1861-1865). Partícipe de la revolución de 1868, fue diputado y alto funcionario. En 1874 emigró a Londres, donde residió hasta el año 1881, en que falleció. Fue representante por la provincia de Santander en el Pacto Federal Castellano de 1869. Elegido diputado en representación de Santander (13/04/1871-24/01/1872) en las elecciones de 8 de marzo de 1871. Fue alcalde de Santander entre 1872 y 1873, tras la proclamación de la Primera República, Santiago Zaldívar le sucedió en el cargo.